# 加勒比美國大學
加勒比美國大學（英語：American University of the Caribbean，AUC）為一位於荷屬安地列斯聖馬丁之私立醫學院。該校大多數的學生與教授是美國人。教學語言是英語。

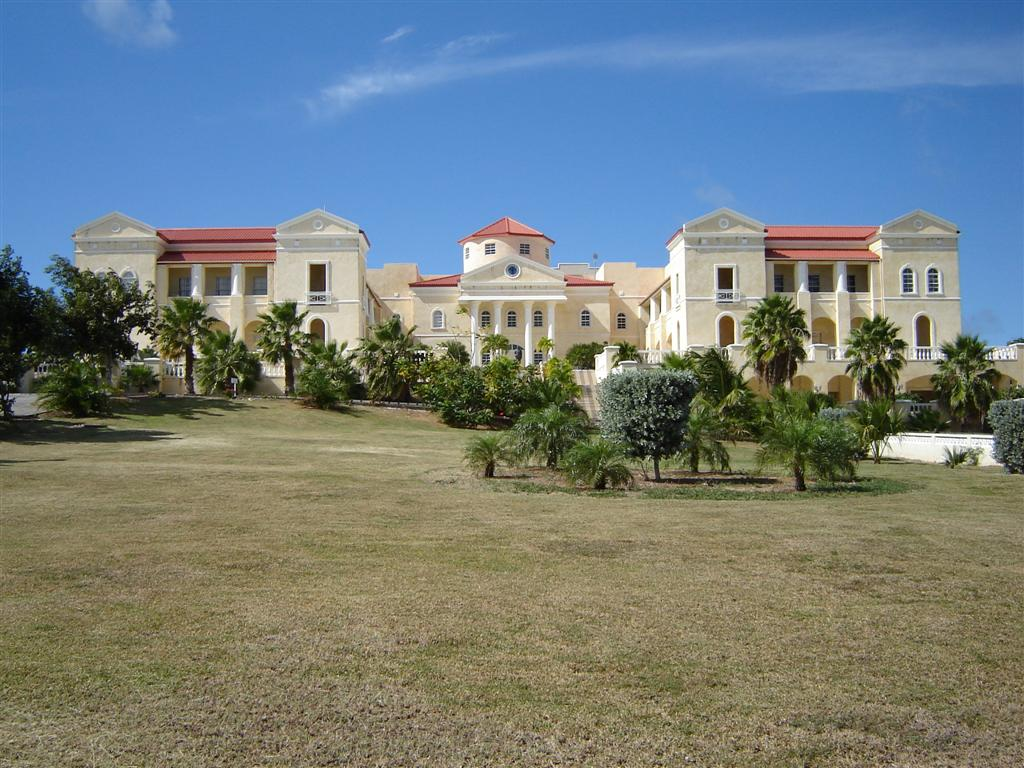
加勒比美國大學在聖馬丁的主要校園

## 校史
- 1978年8月14日，加勒比美國大學創校。第一班有107個新生。於蒙塞拉特島建築校園期間，學生暫時在美国俄亥俄州辛辛那堤市上學。
- 1980年，校園落成，開始啟用。
- 1989年，校園被颶風烏戈摧毀，學校暫時移到美國德州。
- 1990年，校園修好之後，學校搬回蒙塞拉特島。
- 1995年7月18日，該島火山爆發。島內多處被毀滅，三分之二人口逃往外國。加勒比美國大學校園被摧毀。學校暫時移到伯利兹。
- 1996年，學校暫時移到荷屬安地列斯聖馬丁島。開始建新校園。
- 1998年，校園落成。
- 2002年，建新宿舍。

## 課程
醫學生於聖馬丁島讀兩年。通過美國醫師執照考試第一部的學生可選擇去美國,英國,或愛爾蘭共和國讀兩年。

## 外部連結
- 加勒比美國大學官方网站（页面存档备份，存于）